# Хейл
Вижте пояснителната страница за други значения на Хейл.
Хейл (на английски: Hayle) е град в Югозападна Англия, графство Корнуол. Разположен е около устието на река Хейл на 1 km от брега на Атлантическия океан, на около 75 km западно от Плимът. На около 10 km на запад от Хейл се намира град Пензанс. На около 10 km на изток от Хейл се намира град Камборн. Има жп гара и товарно пристанище. Населението му е 8317 души по данни от преброяването през 2001 г.

## Побратимени градове
- Пордик, Франция